# Francisco Cruz (basket-ball)
Pour les articles homonymes, voir Francisco Cruz.
Francisco "Pako" Javier Cruz Saldívar, né le 3 octobre 1989, à Nogales au Mexique, est un joueur mexicain de basket-ball. Il évolue aux postes d'arrière et d'ailier.

## Biographie
Lors de la saison 2020-2021, Cruz évolue en première division turque avec l'Afyon Belediye (en). Il finit meilleur marqueur du championnat avec 19,6 points de moyenne.